# La Dordogne (ZNIEFF)
Le site La Dordogne est une zone naturelle d'intérêt écologique, faunistique et floristique (ZNIEFF) française des départements de la Dordogne et de la Gironde, en région Nouvelle-Aquitaine, et très marginalement du Lot, en région Occitanie.

## Situation

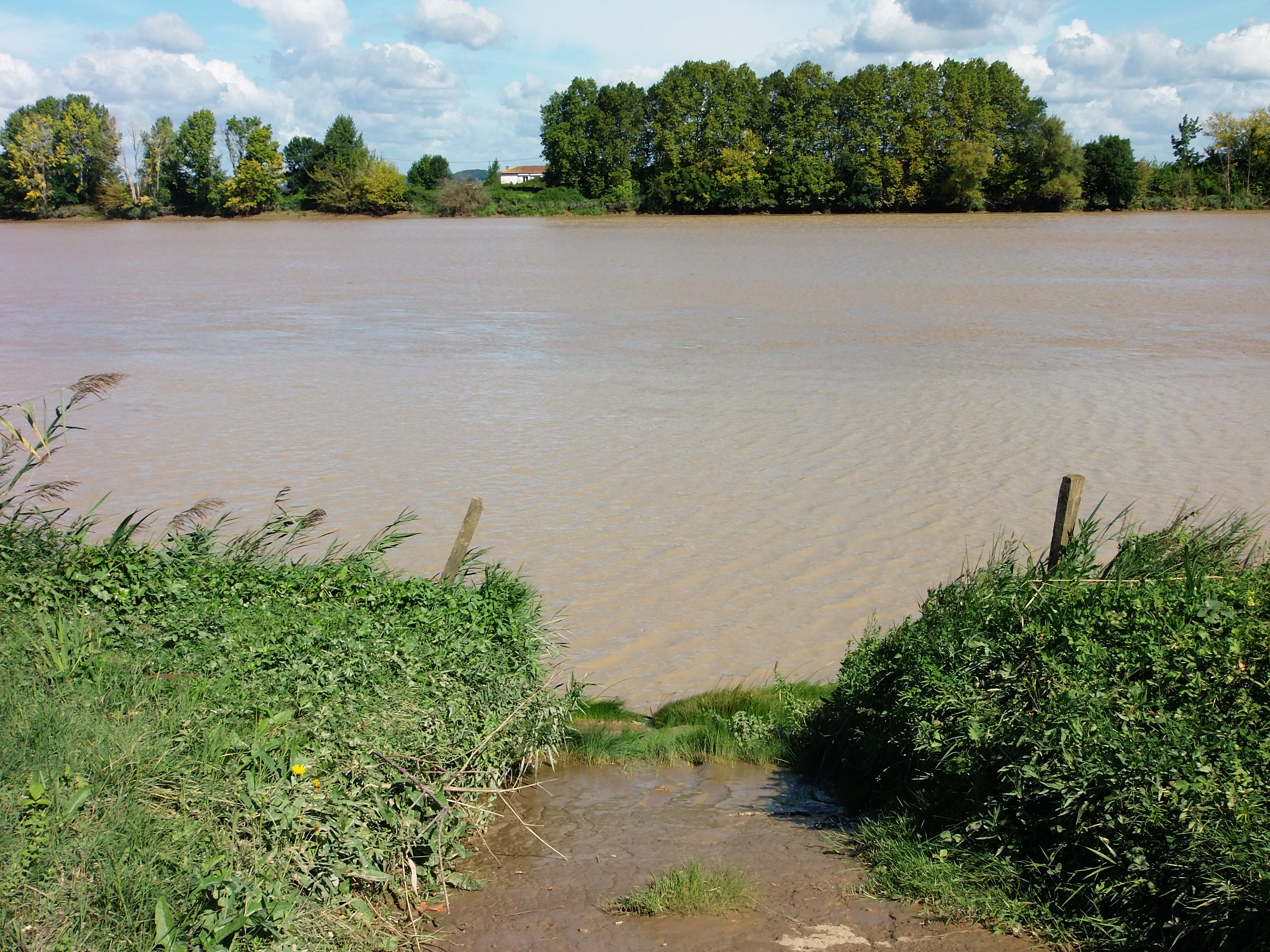
La Dordogne à Arveyres

Limité aux départements de la Dordogne, de la Gironde et du Lot, le site « la Dordogne » correspond essentiellement au lit mineur du cours d'eau éponyme, depuis Le Roc et Peyrillac-et-Millac à l'est, jusqu'à presque sa confluence avec la Garonne entre Ambès et Bourg, pour former l'estuaire de la Gironde, ; il s'étend sur 5 471,98 hectares, sur le territoire de 102 communes riveraines de la Dordogne, 55 en Dordogne, 46 en Gironde et une dans le Lot,.

## Description
Le site « La Dordogne » est une zone naturelle d'intérêt écologique, faunistique et floristique (ZNIEFF) de type II, c'est-à-dire qu'elle représente un ensemble naturel riche ou peu modifié, qui offre des potentialités biologiques importantes. Elle possède un rôle fonctionnel ainsi qu'une cohérence écologique et paysagère et inclut territorialement l'intégralité de seize ZNIEFF de type I beaucoup plus restreintes concernant quatre zones de couasnes,,,  et douze frayères,,,,,,,,,,,.
Des recensements y ont été effectués aux niveaux faunistique et floristique.

La Dordogne
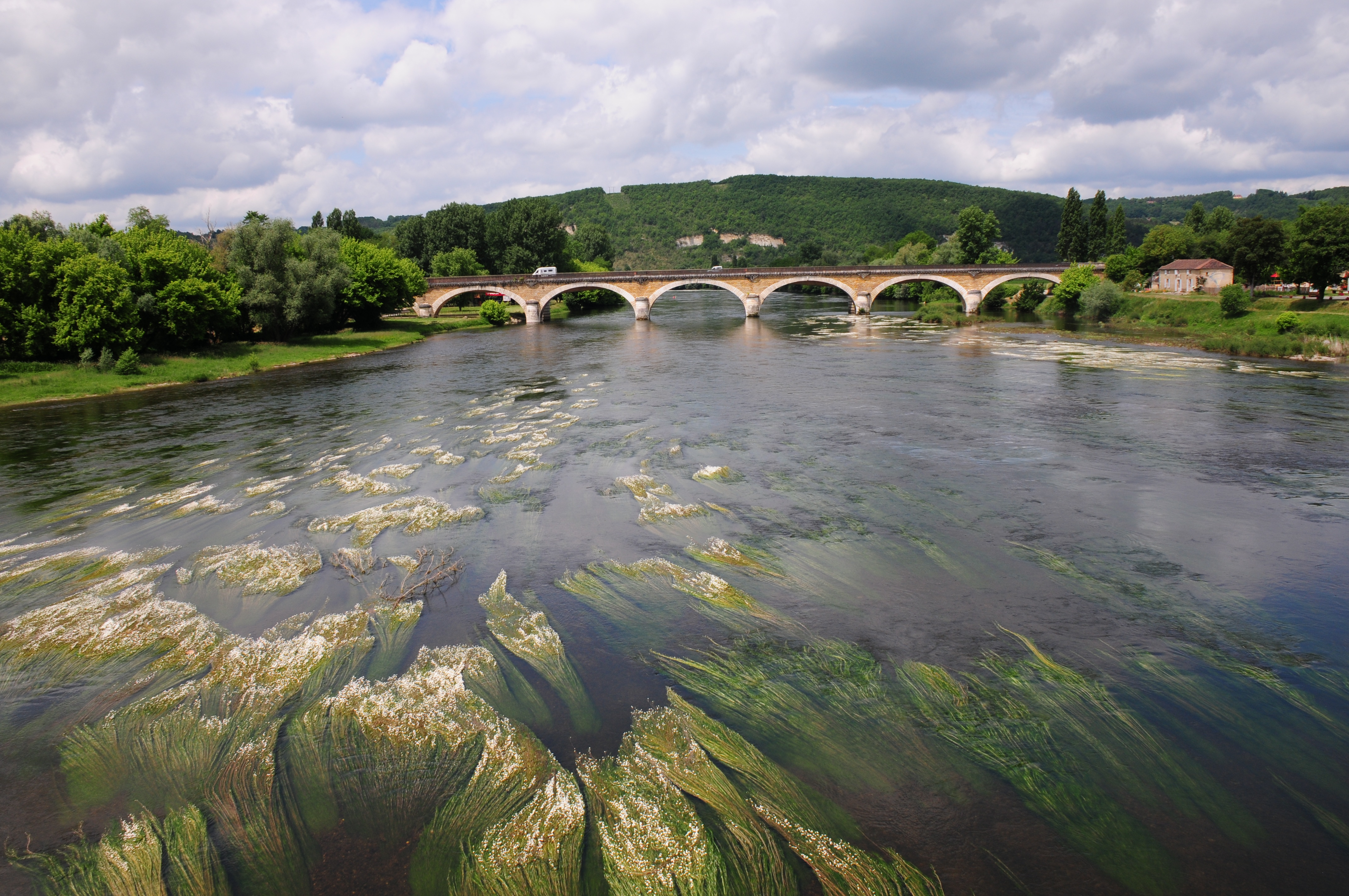
Au pont ferroviaire de Saint-Cyprien.
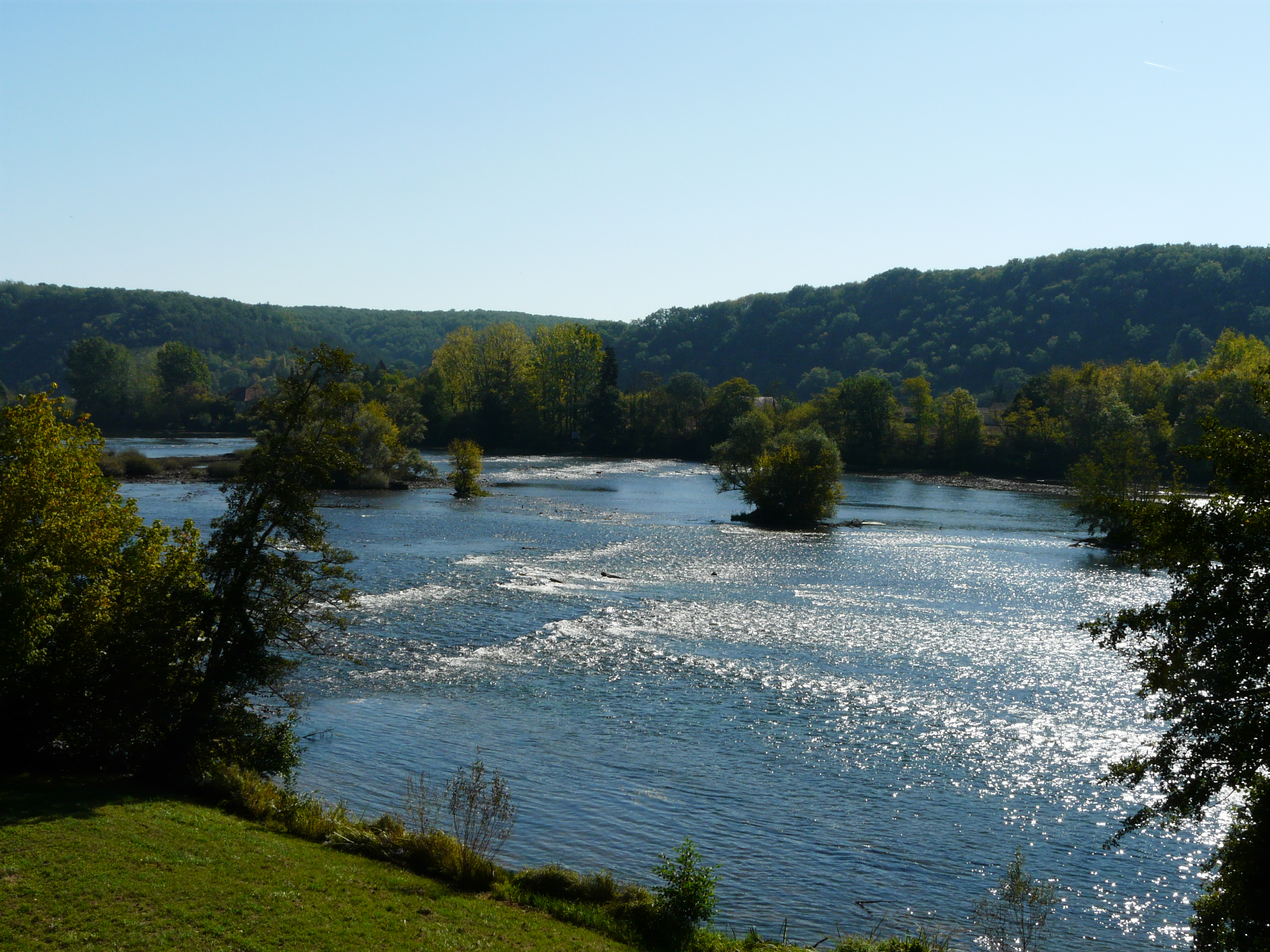
Îles en amont de Lalinde.
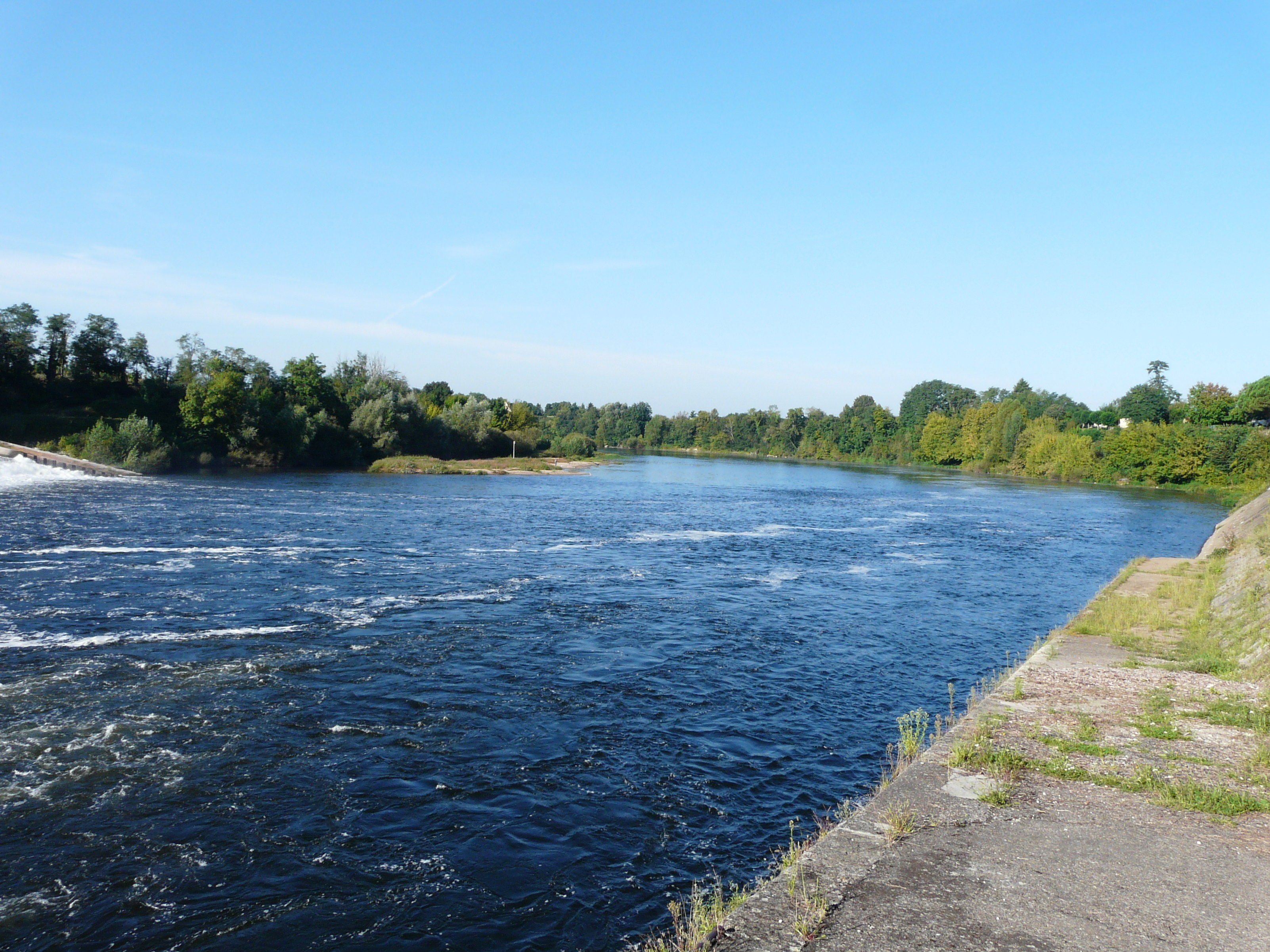
À l'aval du barrage de Bergerac.
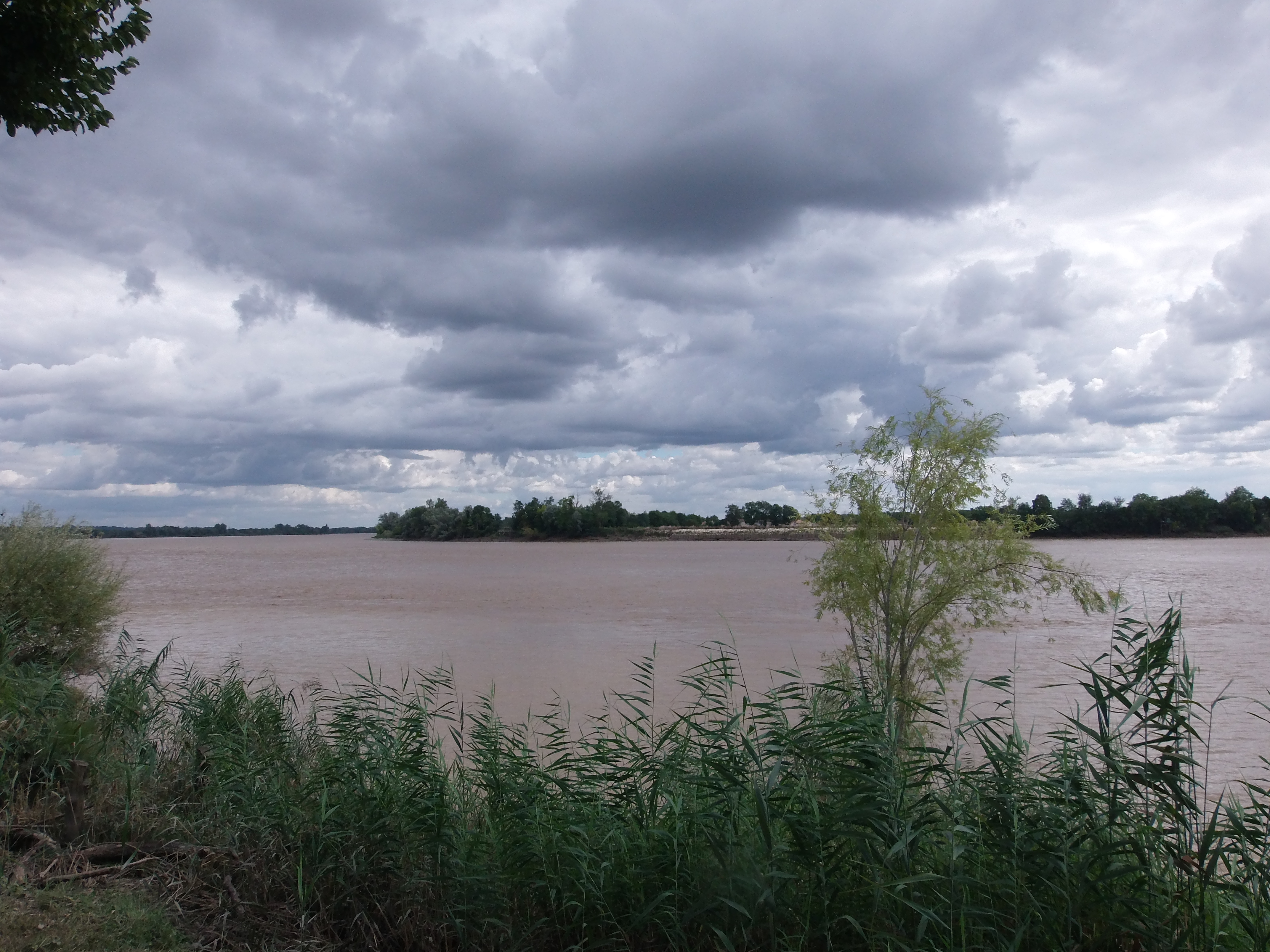
À Asques.

## Faune recensée

### Espèces animales déterminantes
De 2013 à 2018, huit espèces déterminantes animales y ont été répertoriées (six insectes, un mammifère et un oiseau) :
- six insectes odonates : la Cordulie à corps fin (Oxygastra curtisii), le Gomphe à crochets (Onychogomphus uncatus), le Gomphe de Graslin (Gomphus graslinii), le Gomphe semblable (Gomphus simillimus), le Gomphe vulgaire (Gomphus vulgatissimus) et la Libellule fauve (Libellula fulva) ;
- un mammifère : la Loutre d'Europe (Lutra lutra) ;
- un oiseau : le Faucon pèlerin (Falco peregrinus).

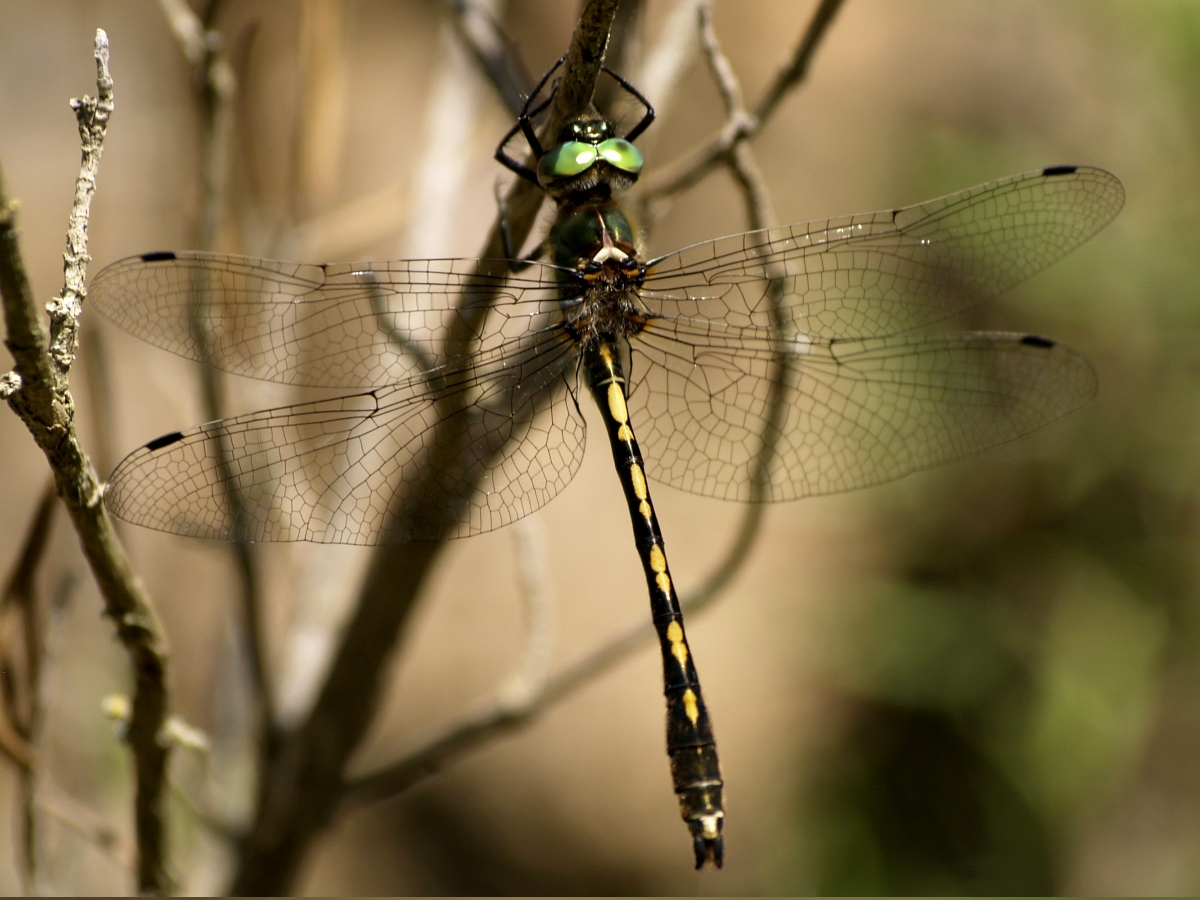
Mâle de Cordulie à corps fin.
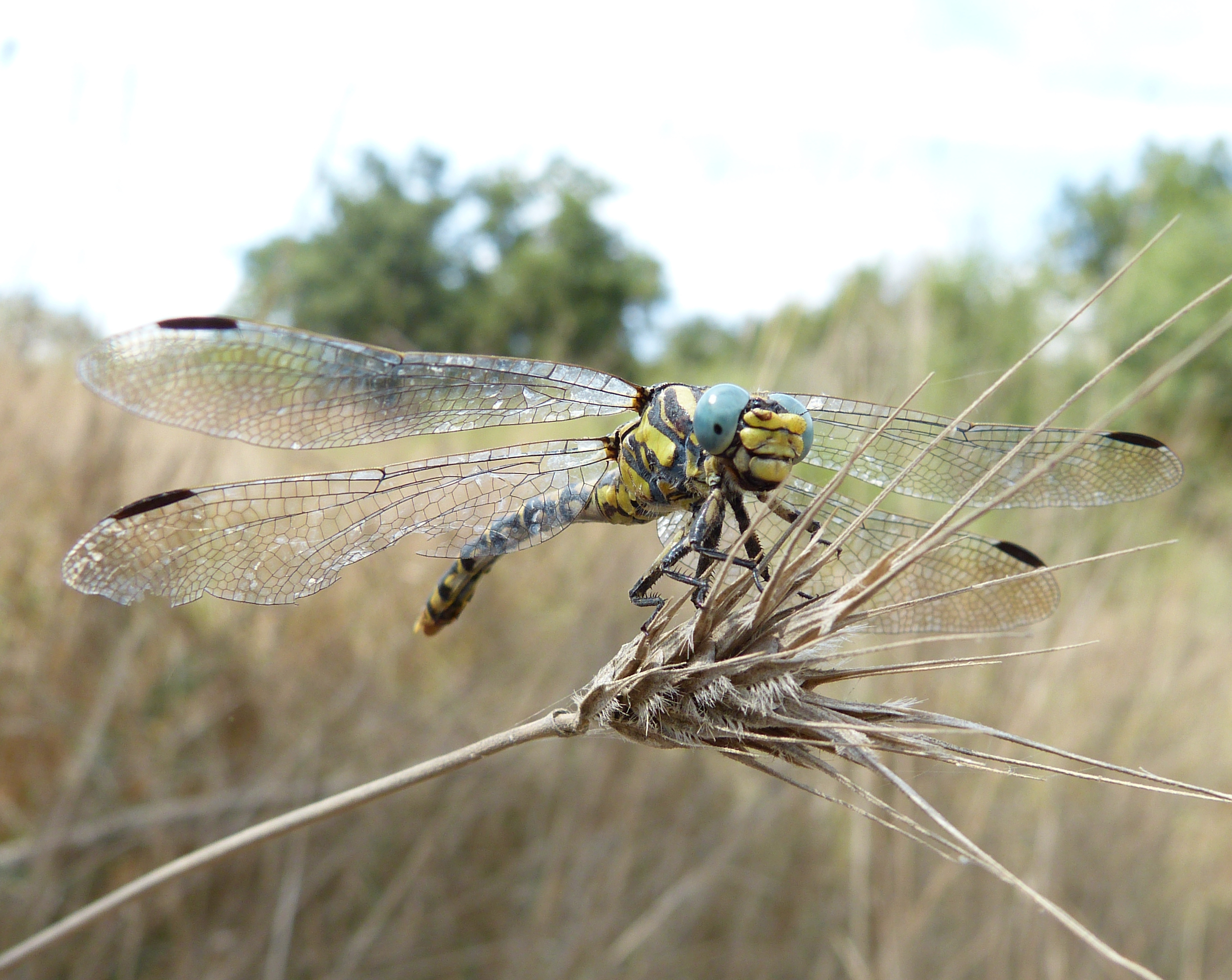
Gomphe à crochets.
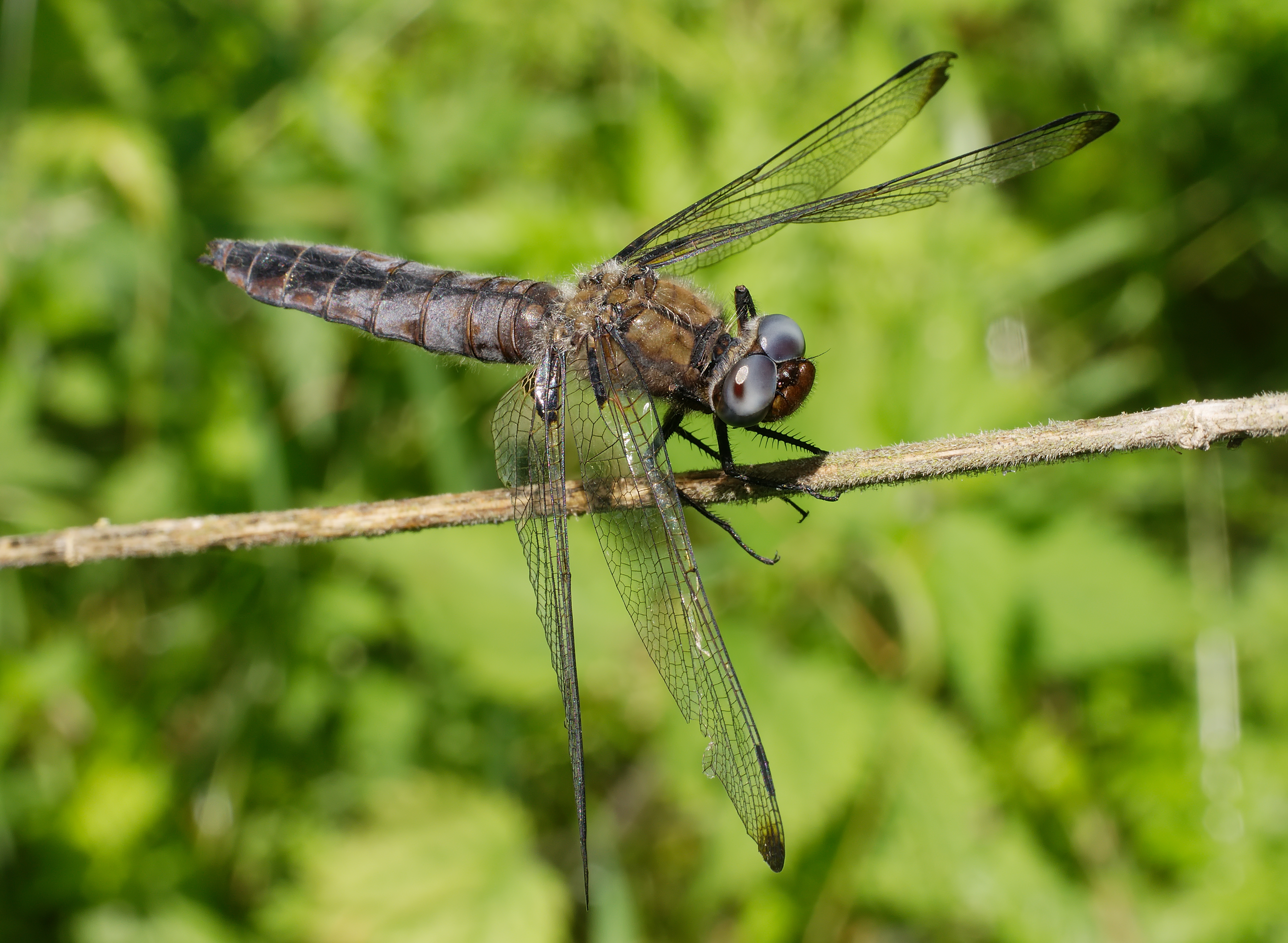
Libellule fauve.
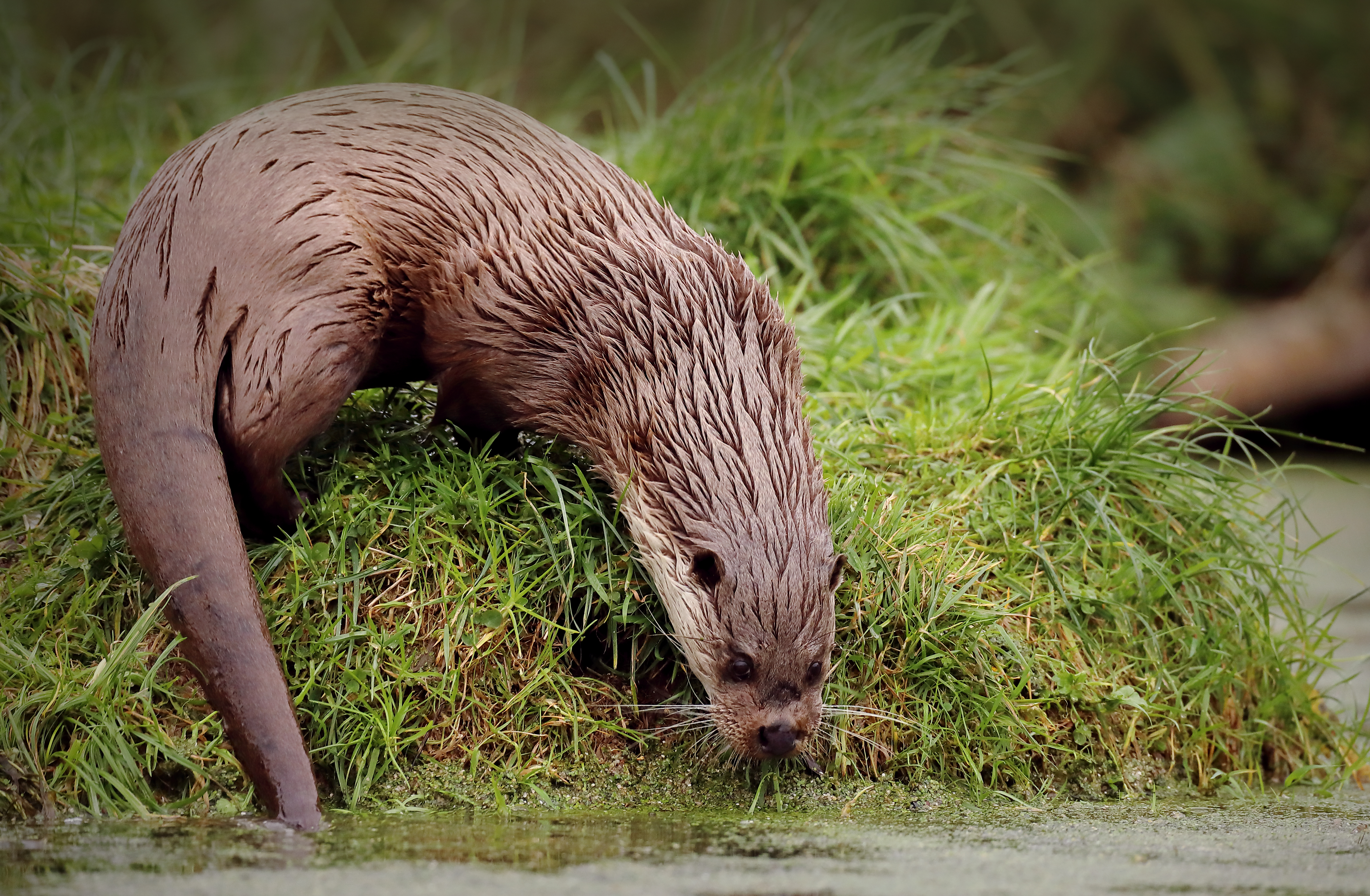
Loutre d'Europe.
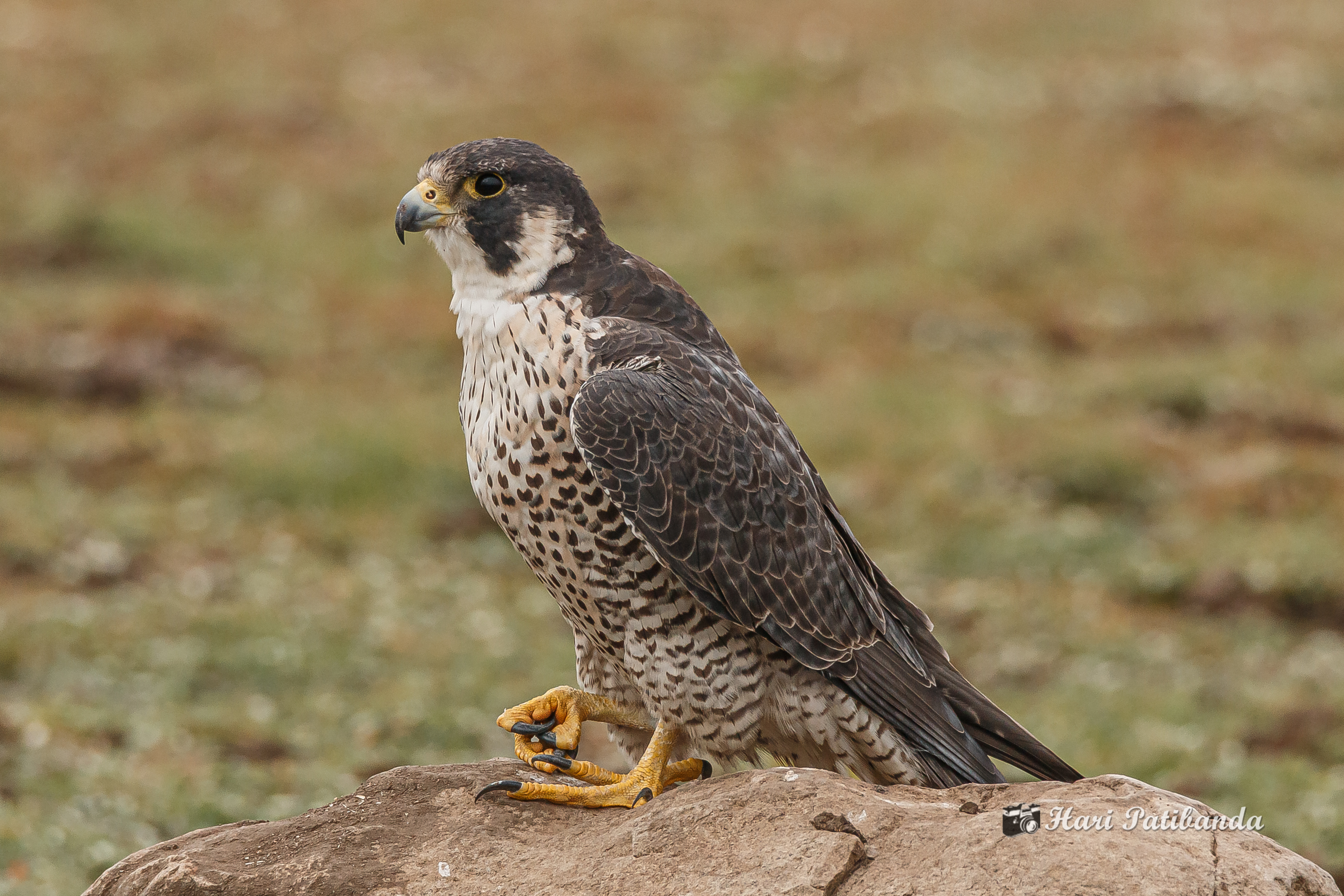
Faucon pèlerin.

### Autres espèces animales
Quarante-trois autres espèces animales — non déterminantes — y ont été recensées :
- deux agnathes : la Lamproie de Planer (Lampetra  planeri) et la Lamproie marine (Petromyzon marinus) ;
- un crustacé : l'Écrevisse américaine (Faxonius limosus) ;
- trois mammifères : la Fouine (Martes foina), le Ragondin (Myocastor coypus) et le Renard roux (Vulpes vulpes) ;
- un mollusque : la Mulette épaisse (Unio crassus) ;
- dix-huit oiseaux : l'Aigrette garzette (Egretta garzetta), la Bécassine des marais (Gallinago gallinago), la Bergeronnette des ruisseaux (Motacilla cinerea), la Bouscarle de Cetti (Cettia cetti), le Bruant des roseaux (Emberiza schoeniclus), le Canard colvert (Anas platyrhynchos), le Chevalier cul-blanc (Tringa ochropus), le Chevalier guignette (Actitis hypoleucos), le Choucas des tours (Coloeus monedula), le Cincle plongeur (Cinclus cinclus), la Gallinule poule d'eau (Gallinula chloropus), le Grand Corbeau (Corvus corax), la Grue cendrée (Grus grus), le Héron cendré (Ardea cinerea), le Martin-pêcheur d'Europe (Alcedo atthis), la Pie-grièche écorcheur (Lanius collurio), le Tarin des aulnes (Spinus spinus) et le Vanneau huppé (Vanellus vanellus)) ;
- dix-huit poissons : l'Ablette (Alburnus alburnus), l'Anguille d'Europe (Anguilla anguilla), le Barbeau commun (Barbus barbus), la Bouvière (Rhodeus amarus), la Brème commune (Abramis brama), le Chabot commun (Cottus gobio), le Chevesne (Squalius cephalus), le Gardon (Rutilus rutilus), le Goujon (Gobio gobio), le Grand brochet (Esox lucius), la Grémille (Gymnocephalus cernua), la Loche franche (Barbatula barbatula), la Perche commune (Perca fluviatilis), la Perche soleil (Lepomis gibbosus), le Toxostome (Parachondrostoma toxostoma), la Truite fario (Salmo trutta), le Vairon (Phoxinus phoxinus) et la Vandoise (Leuciscus leuciscus).

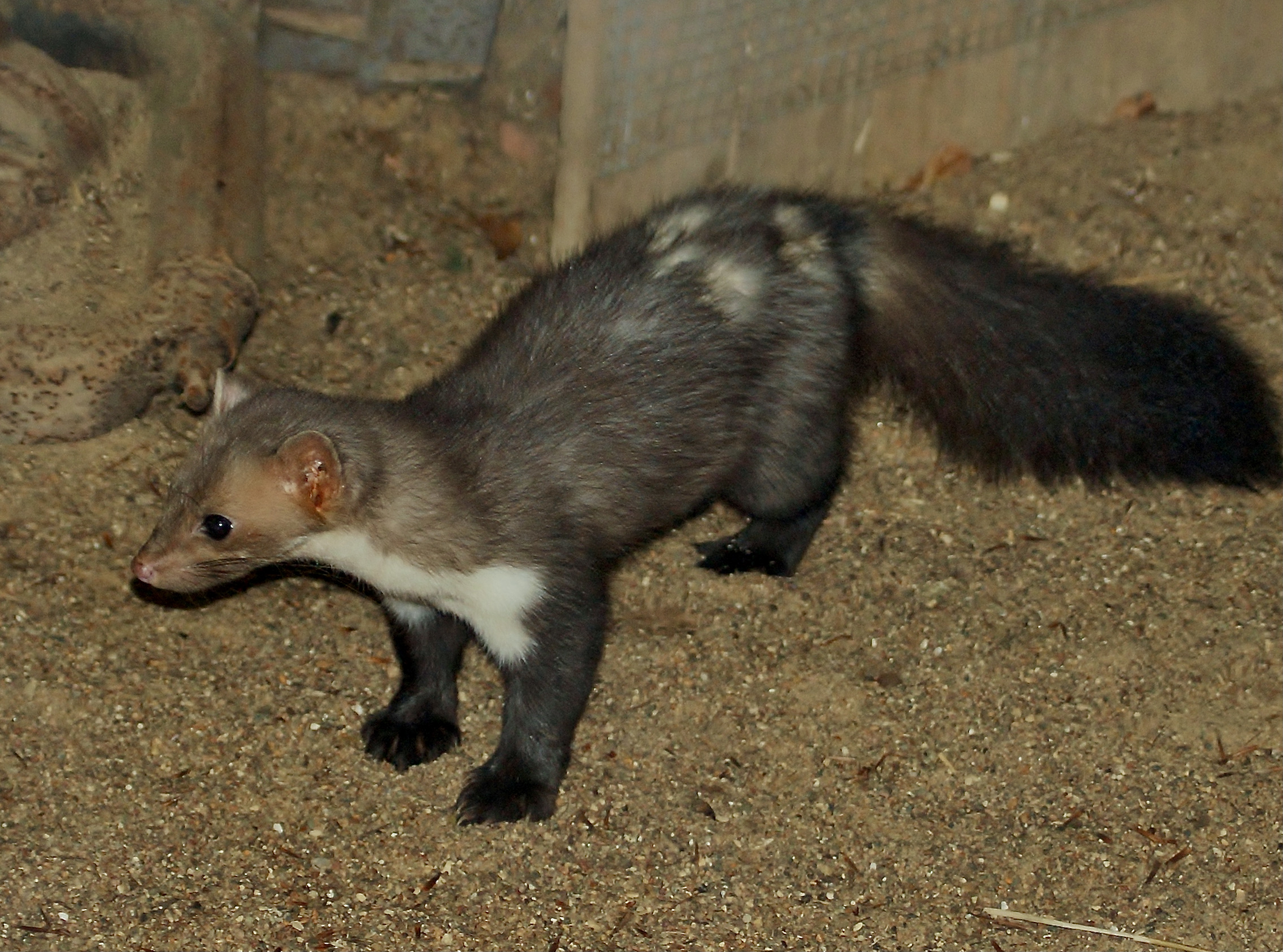
Fouine.
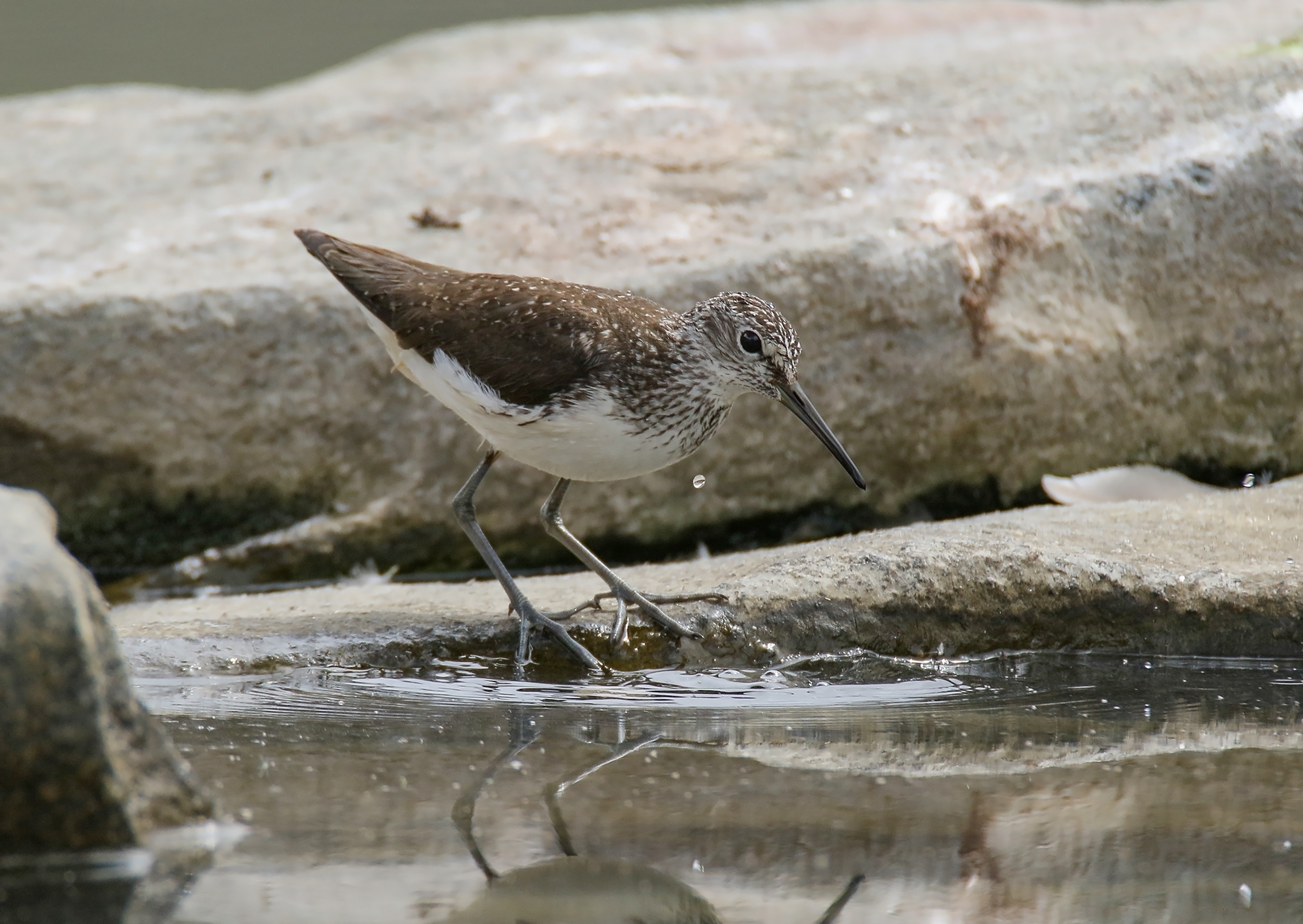
Chevalier cul-blanc.
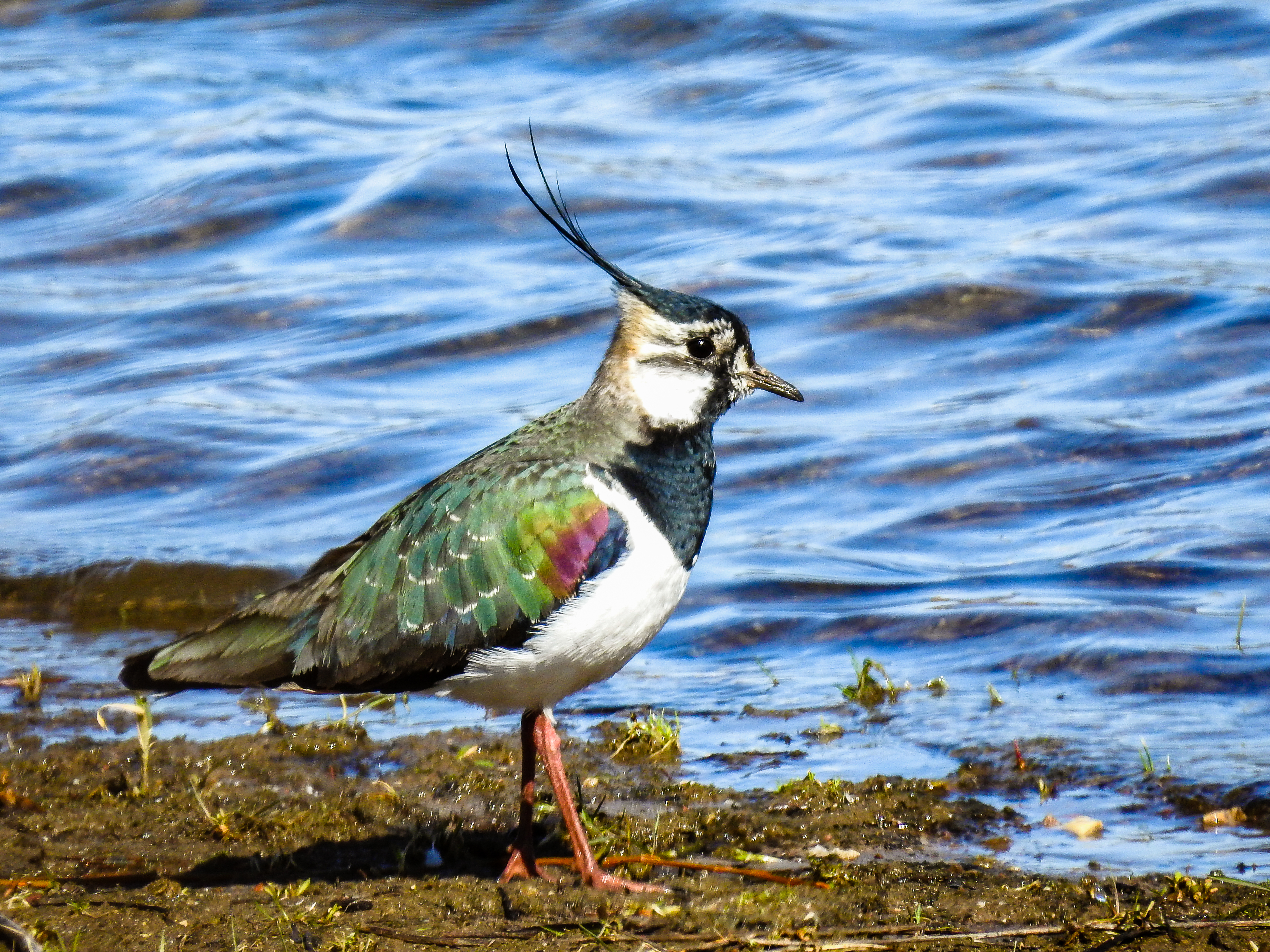
Vanneau huppé.
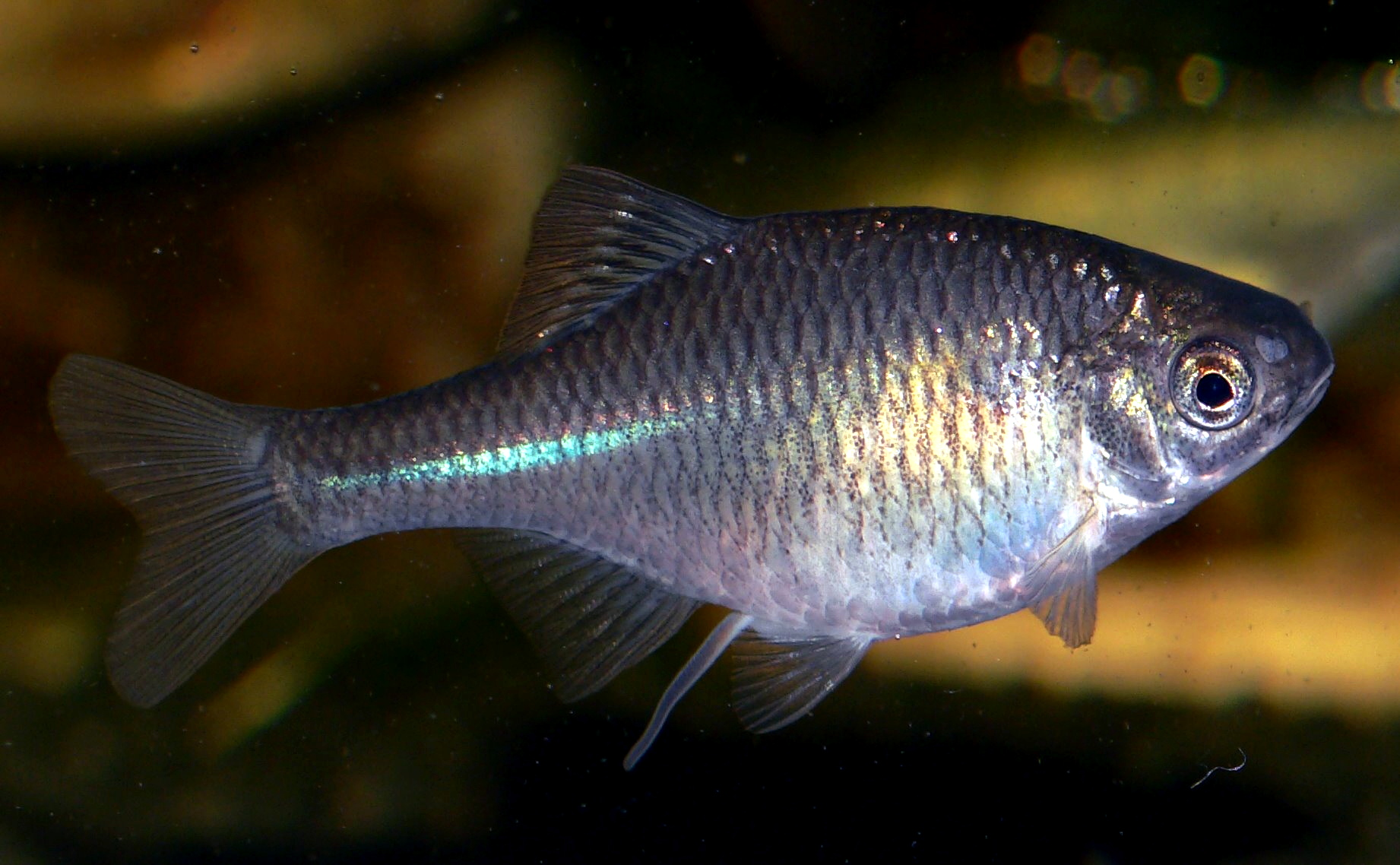
Bouvière.
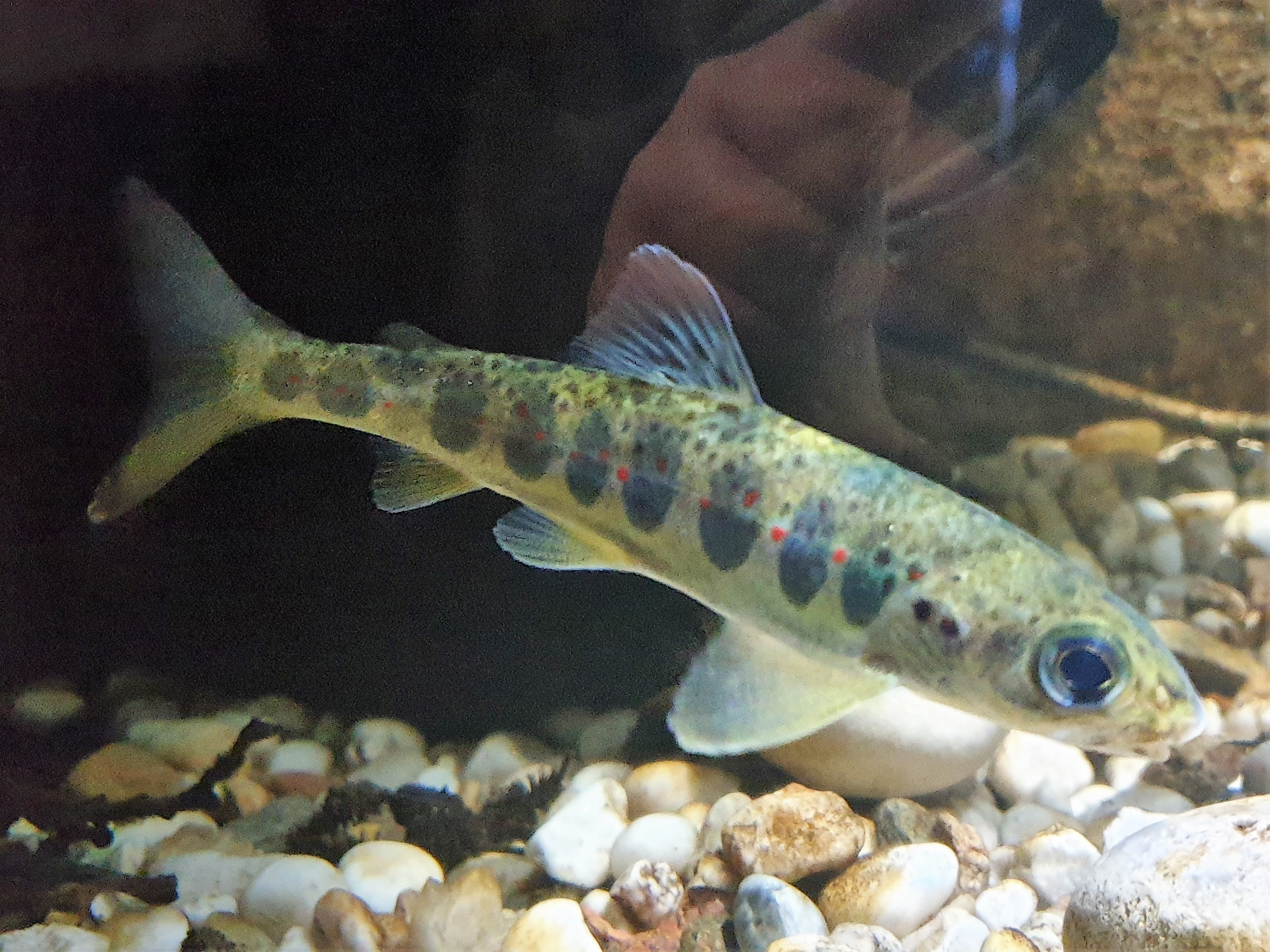
Vairon.

## Flore recensée

### Espèces végétales déterminantes
De 2009 à 2019, cinquante-sept espèces déterminantes végétales ont été recensées sur la ZNIEFF : l'Arabette Tourette (Pseudoturritis turrita), la Balsamine des bois (Impatiens noli-tangere), la Berle dressée (Berula erecta), la Bugle de Genève (Ajuga genevensis), la Camomille mixte (Cladanthus mixtus), la Campanule étalée (Campanula patula), la Cardère velue (Dipsacus pilosus), Coincya monensis, la Cotonnière pyramidale (Filago pyramidata), la Crassule mousse (Crassula tillaea), la Crépide bisannuelle (Crepis biennis), la Digitale jaune (Digitalis lutea), la Dorine à feuilles opposées (Chrysosplenium oppositifolium), le Doronic à feuilles en cœur (Doronicum pardalianches), l'Égopode podagraire (Aegopodium podagraria), la Fétuque géante (Lolium giganteum), le Flûteau nageant (Luronium natans), la Gastridie ventrue (Gastridium ventricosum (en)), la Gratiole officinale (Gratiola officinalis), le Groseillier des Alpes (Ribes alpinum), le Gypsophile des murailles (Gypsophila muralis), l'Isnardie des marais (Ludwigia palustris), le Jonc à tiges comprimées (Juncus compressus), la Laîche à épis grêles (Carex strigosa), la Laîche aiguë (Carex acuta), la Laîche fausse-brize (Carex pseudobrizoides (en)), la Laîche vésiculeuse (Carex vesicaria), la Lentille d'eau à trois sillons (Lemna trisulca), la Lindernie rampante (Lindernia procumbens), la Lunaire vivace (Lunaria rediviva), la Luzule des bois (Luzula sylvatica), la Lysimaque des bois (Lysimachia nemorum), le Myriophylle verticillé (Myriophyllum verticillatum), la Naïade marine (Najas marina), l'Osier rouge (Salix purpurea), le Pâturin des marais (Poa palustris), le Persil des montagnes (Oreoselinum nigrum), la Petite Ciguë élevée (Aethusa cynapium subsp. elata), la Petite Renouée (Persicaria minor (en)), le Polypode austral (Polypodium cambricum), le Polystic à aiguillons (Polystichum aculeatum), le Potamot dense (Groenlandia densa), le Potamot des Alpes (Potamogeton alpinus), le Potamot filiforme (Potamogeton trichoides), le Potamot perfolié (Potamogeton perfoliatus), la Pulicaire commune (Pulicaria vulgaris), la Pulmonaire semblable (Pulmonaria affinis), la Rorippe des Pyrénées (Rorippa pyrenaica), le Saule à trois étamines (Salix triandra), le Scirpe des bois (Scirpus sylvaticus), le Scirpe épingle (Eleocharis acicularis), la Scrofulaire des chiens (Scrophularia canina), le Souchet de Michel (Cyperus michelianus), le Souchet jaunâtre (Cyperus flavescens), le Trèfle étalé (Trifolium patens), la Vallisnérie spiralée (Vallisneria spiralis) et la Zannichellie des marais (Zannichellia palustris).

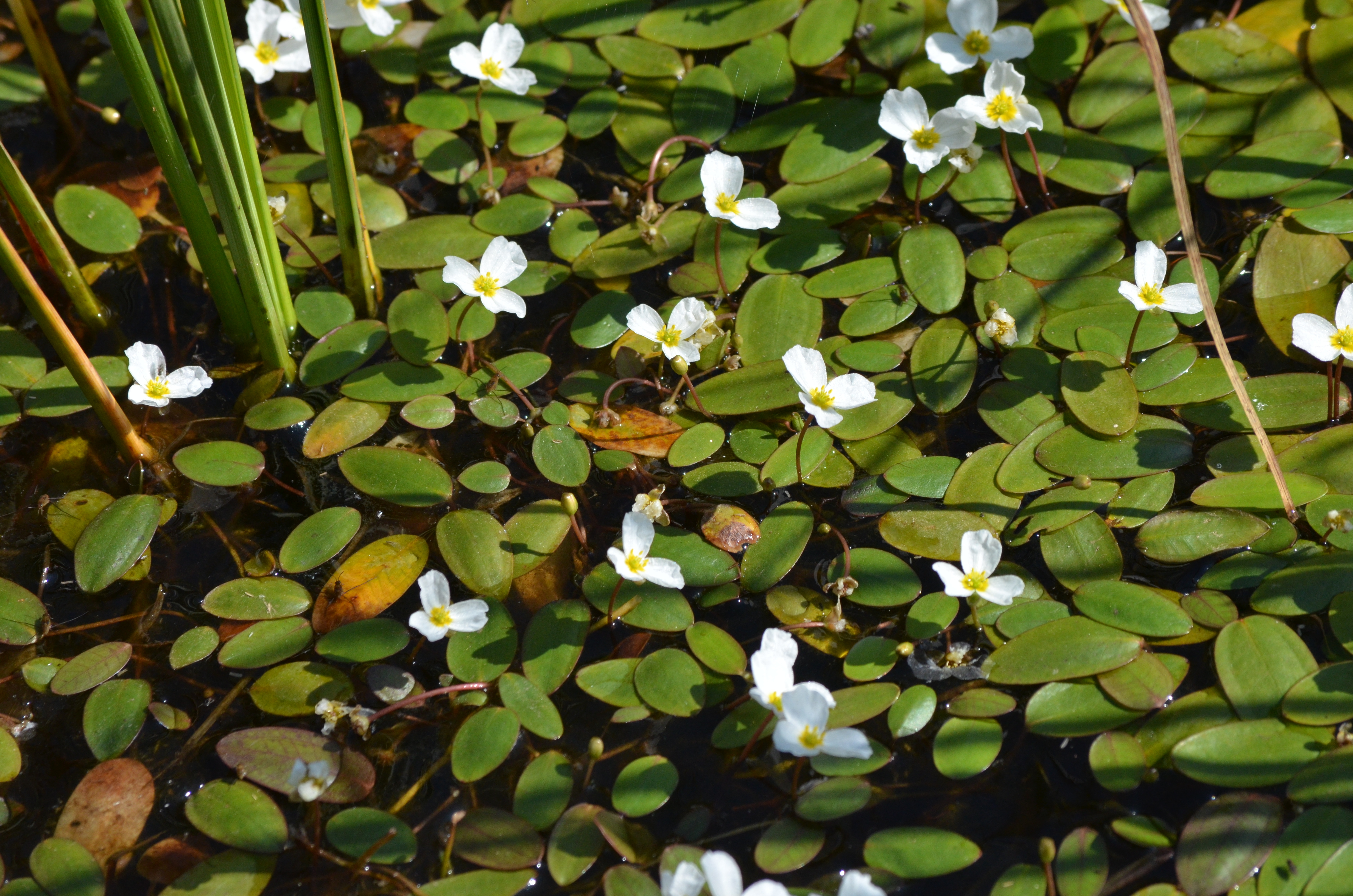
Flûteaux nageants.
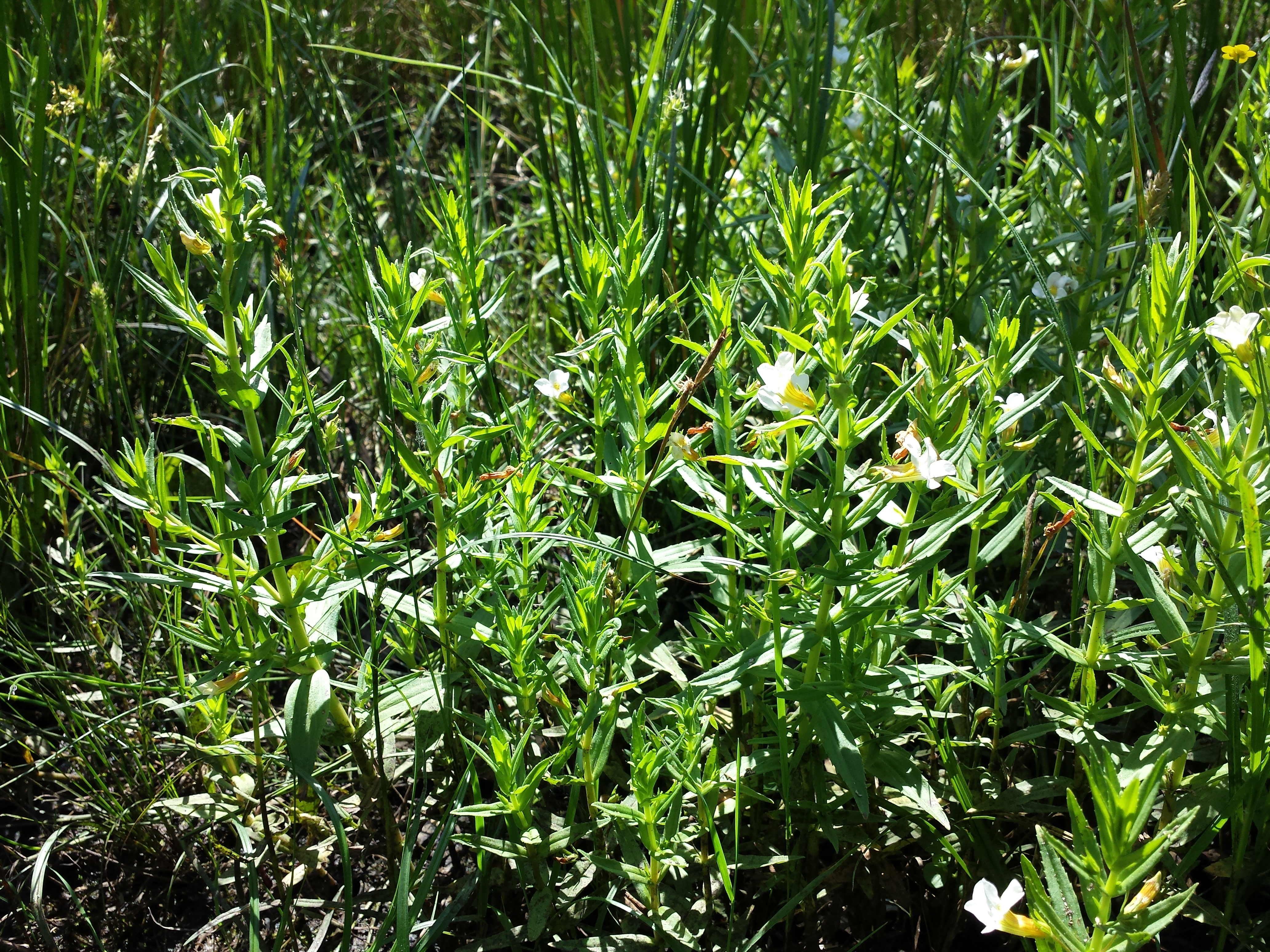
Gratiole officinale.
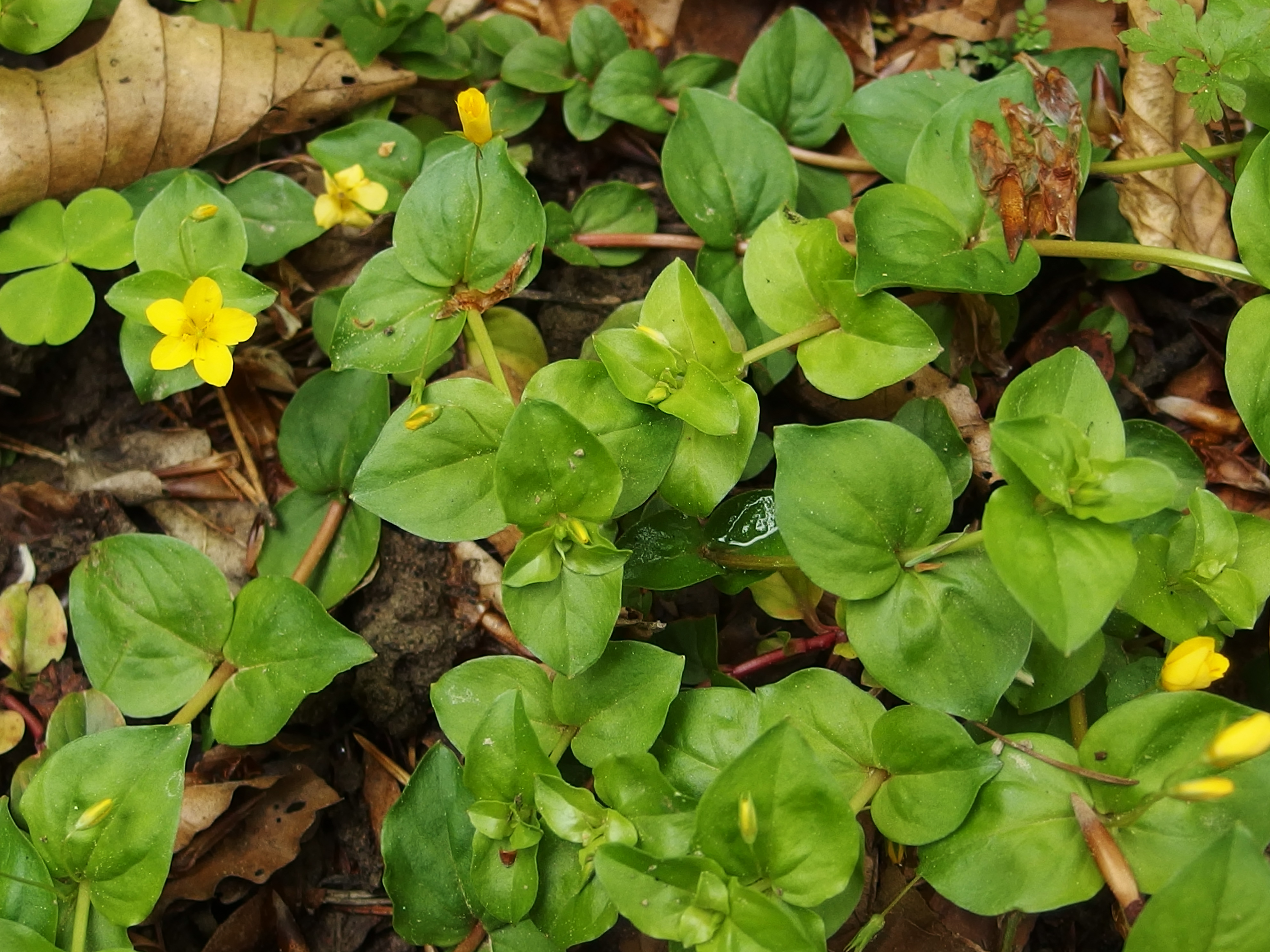
Lysimaque des bois.
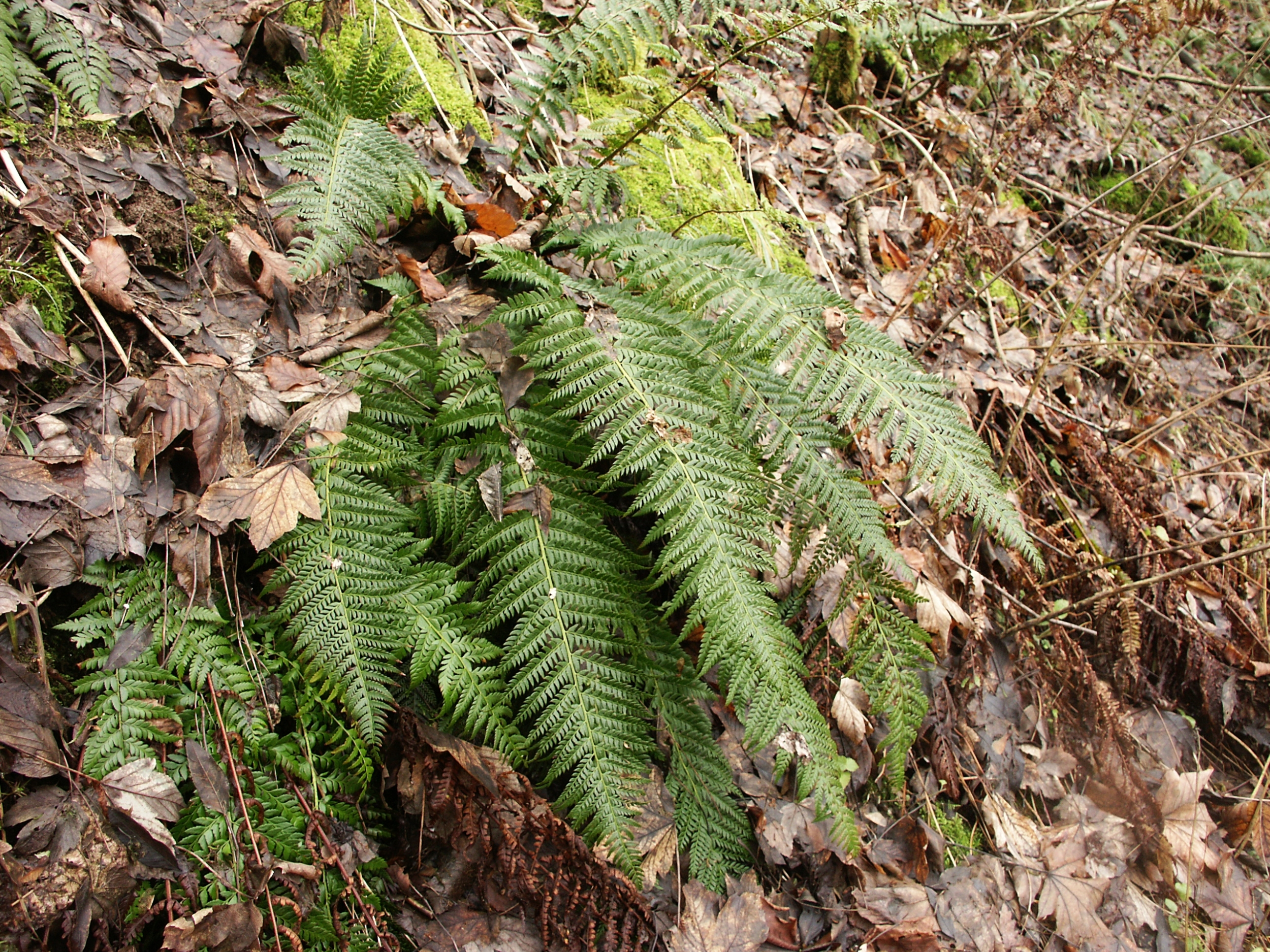
Polystic à aiguillons.
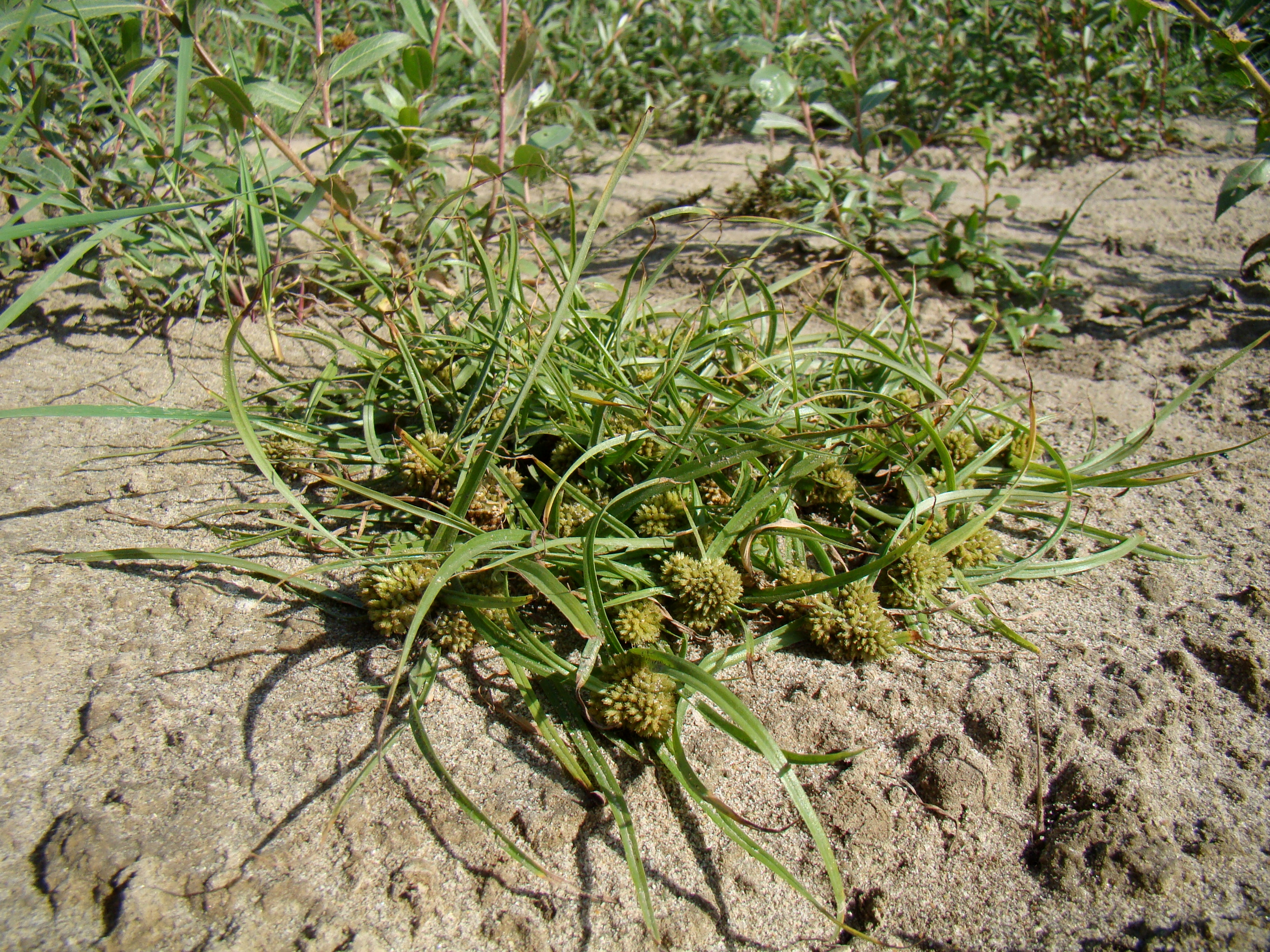
Souchet de Michel.

### Autres espèces végétales
Trente-neuf autres espèces végétales non déterminantes y ont été répertoriées, principalement entre 2009 et 2019 : l'Agrostide stolonifère (Agrostis stolonifera), l'Ail des ours (Allium ursinum), l'Alchémille oubliée (Aphanes australis), l'Amarante de Bouchon (Amaranthus hybridus subsp. bouchonii), l'Amarante échancrée (Amaranthus blitum subsp. emarginatus), l'Ancolie commune (Aquilegia vulgaris), l'Aulne glutineux (Alnus glutinosa), la Berce de Sibérie (Heracleum sibiricum), le Bident tripartite (Bidens tripartita), le Brome dressé (Bromus erectus), la Capillaire de Montpellier (Adiantum capillus-veneris), le Cornifle nageant (Ceratophyllum demersum), le Cresson des marais (Rorippa palustris), Eleocharis obtusa (en), l'Élodée de Nuttall (Elodea nuttallii), l'Épiaire des marais (Stachys palustris), l'Érable negundo (Acer negundo), le Frêne élevé (Fraxinus excelsior), le Groseillier à grappes (Ribes rubrum), la Jussie rampante (Ludwigia peploides), la Knautie d'Auvergne (Knautia arvernensis), la Laîche espacée (Carex remota), la Laîche faux souchet (Carex pseudocyperus), la Lentille d'eau à nombreuses racines (Spirodela polyrhiza), la Lindernie fausse-gratiole (Lindernia dubia), l'Ornithogale des Pyrénées (Ornithogalum pyrenaicum), le Panic pied-de-coq (Echinochloa crus-galli), le Peuplier noir (Populus nigra), Physcomitrella patens, le Polypogon de Montpellier (Polypogon monspeliensis), le Potamot de Berchtold (Potamogeton berchtoldii), le Potamot pectiné (Stuckenia pectinata), la Renouée persicaire (Persicaria maculosa), Riccia cavernosa, la Riccie flottante (Riccia fluitans), le Saule blanc (Salix alba), le Souchet robuste (Cyperus eragrostis), le Trèfle strié (Trifolium striatum) et la Véronique des montagnes (Veronica montana).

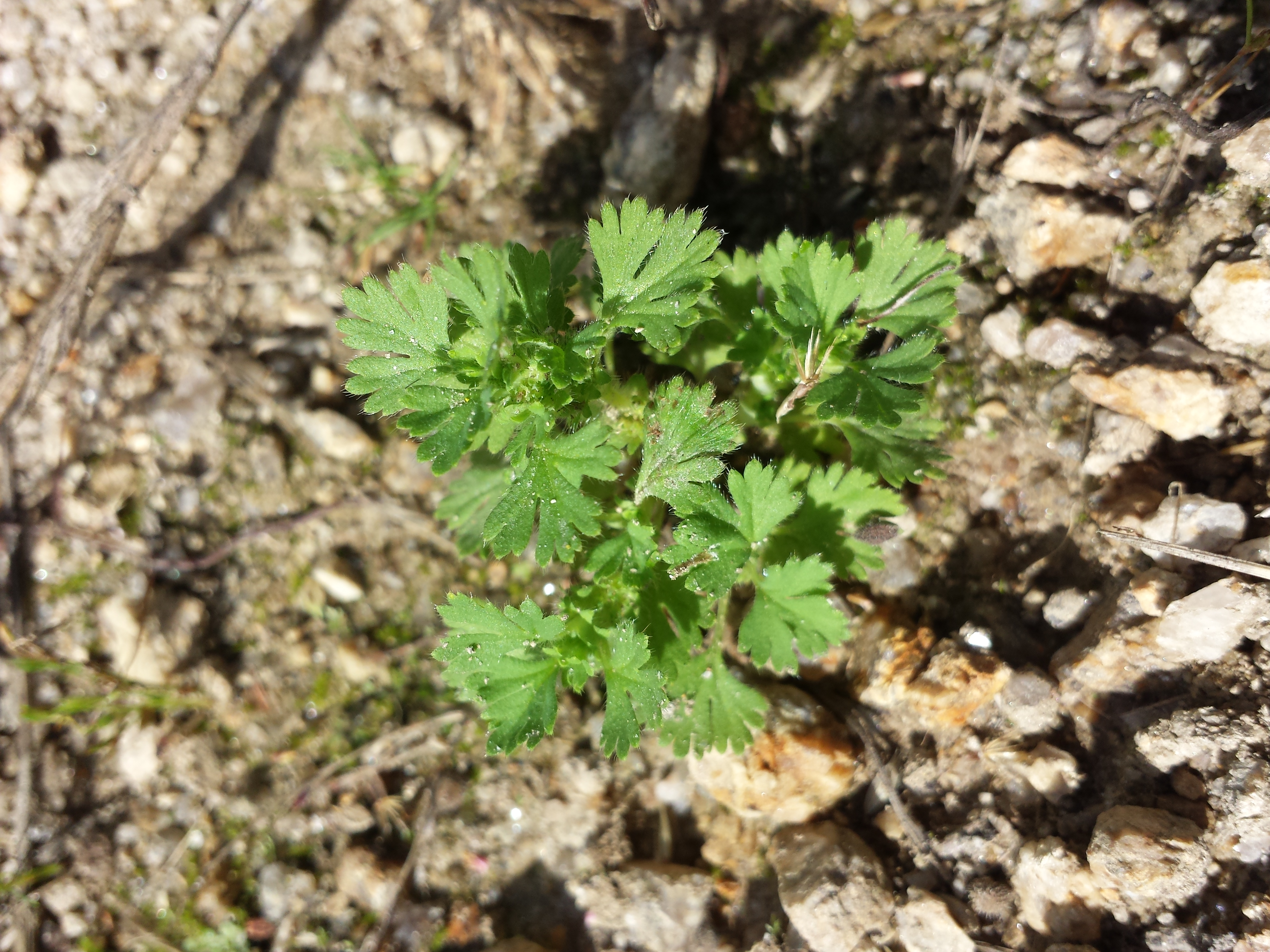
Alchémille oubliée.
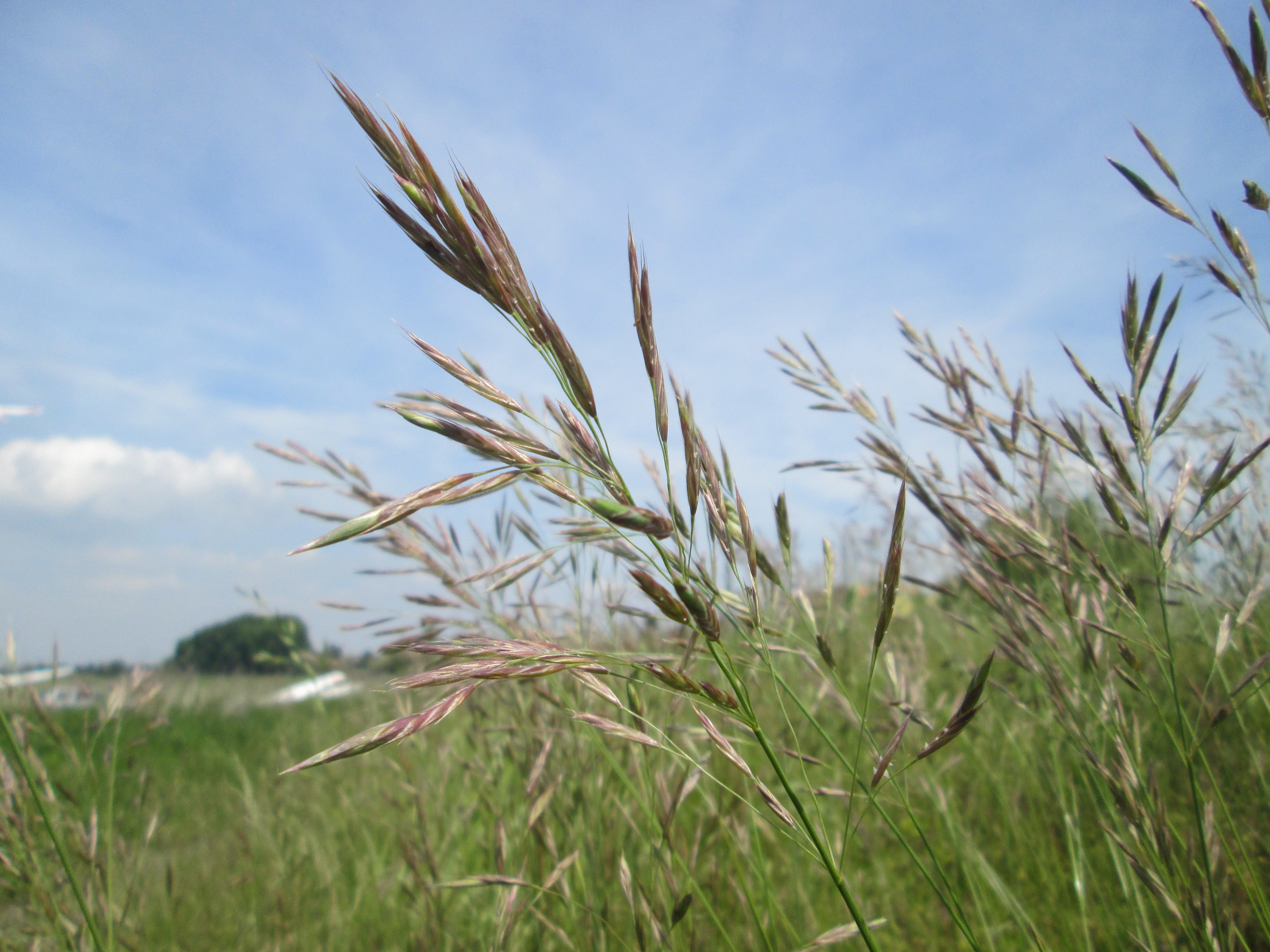
Brome dressé.
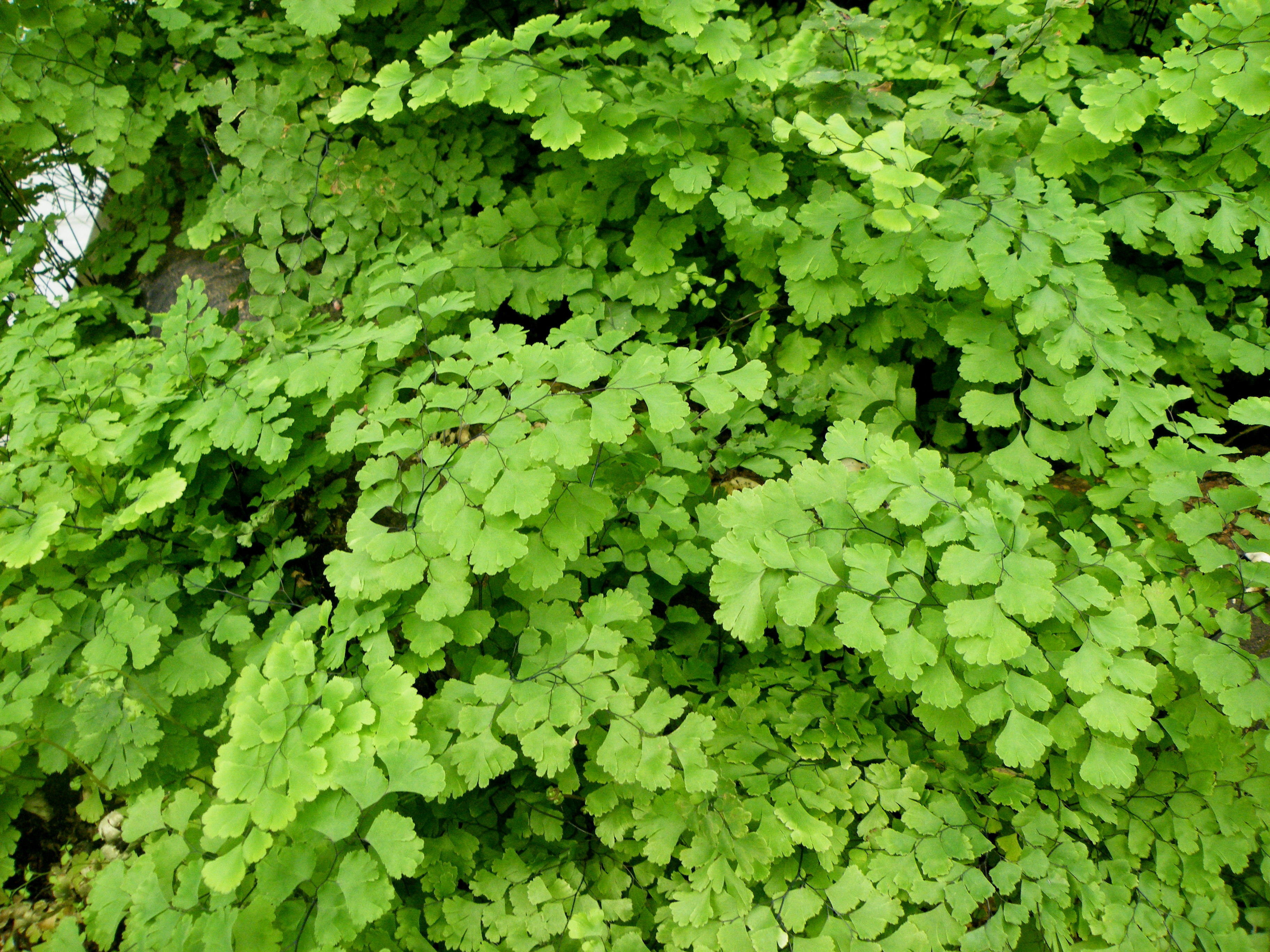
Capillaire de Montpellier.
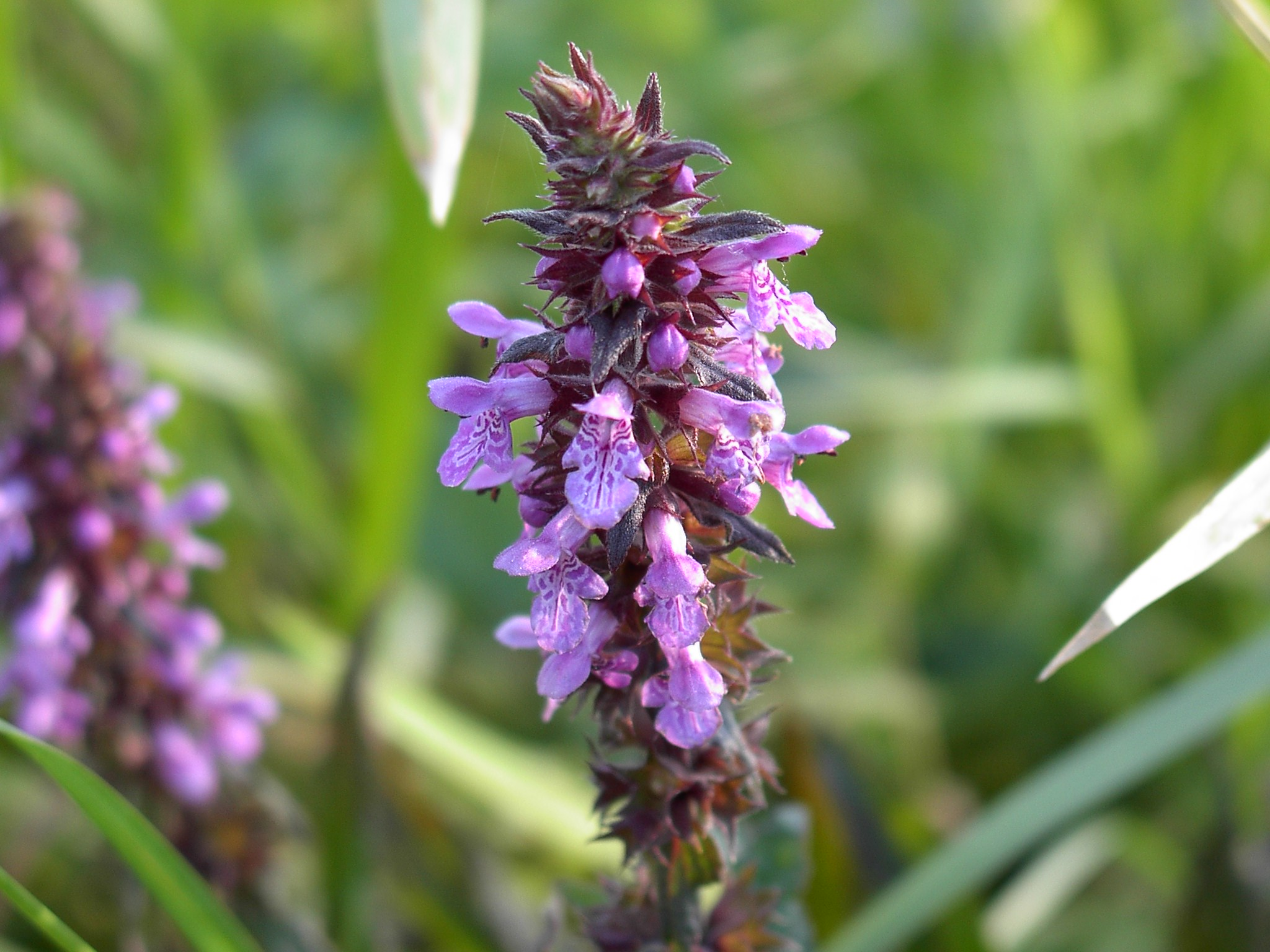
Inflorescence d'Épiaire des marais.
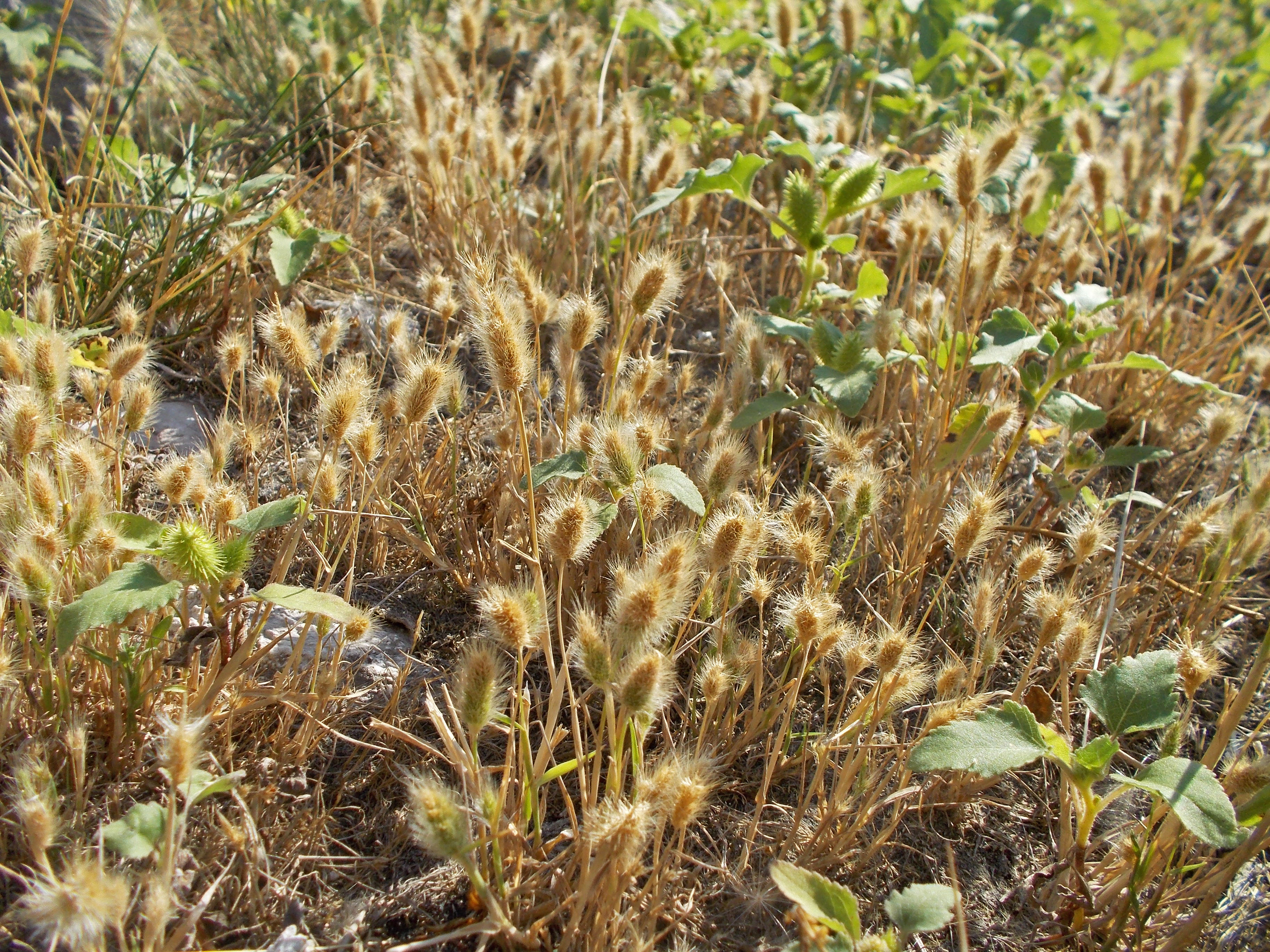
Polypogon de Montpellier.

### Protection de la flore
Deux espèces végétales de la ZNIEFF, la Gratiole officinale et la Pulicaire commune, sont protégées sur l'ensemble du territoire français,.

## Espaces connexes

### Natura 2000
Limité aux départements de la Dordogne et de la Gironde, le site Natura 2000 « La Dordogne » correspond essentiellement au lit mineur du cours d'eau éponyme, ainsi qu'à la végétation de ses berges et à quelques « boisements alluviaux » sur les 250 km de son parcours, depuis son entrée dans le département de la Dordogne à Cazoulès, jusqu'à sa confluence avec la Garonne entre Ambès et Saint-Seurin-de-Bourg, pour former l'estuaire de la Gironde, ; il s'étend sur 5 685 hectares, sur le territoire de 104 communes riveraines de la Dordogne, 56 en Dordogne et 48 en Gironde. Son emprise est en grande partie comprise dans celle de la ZNIEFF du même nom, et associe en plus Cazoulès, qui fait partie de la ZNIEFF « La Dordogne quercynoise » et quatre communes girondines associées à la ZNIEFF « Estuaire de la Gironde » : Bayon-sur-Gironde et Saint-Seurin-de-Bourg intégralement, ainsi que partiellement Ambès (en aval du lieu-dit Troubadis) et Bourg (en aval de son confluent avec le  ruisseau des Marguerites).
Seize espèces animales et une espèce végétale inscrites à l'annexe II de la directive 92/43/CEE de l'Union européenne y ont été répertoriées.

### ZNIEFF
Plusieurs ZNIEFF de type I, de superficies restreintes concernant quatre zones de couasnes et douze frayères sont incluses dans la ZNIEFF de type II de la Dordogne :
- couasne de Carsac[4] ;
- couasnes de Saint-Julien-de-Lampon[5] ;
- couasnes de Siorac et du Buisson[6] ;
- couasnes de Veyrignac et Aillac[7] ;
- frayère d'Arveyres[8] ;
- frayère de Beaupoil[9] ;
- frayère de Bergerac[10] ;
- frayère de le Gambul[14] ;
- frayère de Lamothe-Montravel[15] ;
- frayère de Pessac-sur-Dordogne[16] ;
- frayère du Pinson[11] ;
- frayère du Pont de la Beauze[12] ;
- frayère du Port du Fleix[13] ;
- frayère de Saint-Aulaye[17] ;
- frayère de Saint-Jean-de-Blaignac[18] ;
- frayère de Saint-Martin[19].

Ces douze frayères sont potentiellement celles où peut se reproduire l'Esturgeon d'Europe, celle de Bergerac étant la plus éloignée de l'océan, à 211 kilomètres, juste en aval du barrage de Bergerac.